# 사느냐 죽느냐 (1942년 영화)
《사느냐 죽느냐》(영어: To Be or Not to Be)는 1942년 개봉한 코미디 영화다. 에른스트 루비치가 감독했으며, 캐럴 롬바드, 잭 베니가 출연했다.

## 출연
- 캐럴 롬바드 - 마리아 튜라
- 잭 베니 - 조세프 튜라
- 로버트 스택 - 스타니스라브 소빈스키
- 펠릭스 브레사트 - 그린버그
- 라이오넬 애트윌 - 라위치
- 스탠리 리지스 - 실레츠키
- 지그 루만 - 에르하르트
- 톰 듀건 - 브론스키
- 찰스 할튼 - 도보시
- 조지 린 - 배우/부관
- 헨리 빅터 - 슐츠
- 모드 에뷰네 - 안나
- 할리웰 호브스 - 암스트롱
- 마일스 맨더 - 커닝햄

## 제작 과정
처음 출연 배우를 모색할 때부터 에른스트 루비치는 조세프 튜라 역에 잭 베니를 염두에 두고 있었다. 그러나 조세프 튜라의 부인인 마리아 튜라 역에 루비치와 스튜디오는 미리엄 홉킨스를 섭외하려 했다. 홉킨스는 당시 연기 경력이 하락세에 있었지만 베니와 사이가 안 좋아서 출연을 거절했다. 그러자 루비치와는 한번도 작업을 같이한 적이 없었던 캐럴 롬바드가 루비치에게 접근했다. 루비치와 스튜디오 모두가 그녀를 출연시키는데 동의했다. 롬바드는 개봉 전에 비행기 사고로 숨졌고, 이에 따라 영화 속 비행기 장면에 있었던 "도대체 비행기 안에서 무슨 일이 일어나는 거지?"라는 대사는 삭제됐다.

## 수상
| 연도   | 주최국 | 주관       | 후보자           | 수상 부문                            | 여부 |
| ------ | ------ | ---------- | ---------------- | ------------------------------------ | ---- |
| 1943년 | 미국   | 아카데미상 | 베르너 R. 하이만 | 아카데미 음악상 (드라마·코미디 부문) | 실패 |

### 미국 영화 연구소선정
- AFI 선정 100대 영화 - 후보
- AFI 선정 100대 코미디 영화 - 49위
- AFI 선정 100대 영화 대사 - 후보
  - 에르하르트: "그가 셰익스피어에게 했던 일을, 지금 우리가 폴란드에게 하고 있죠."
- AFI 선정 100대 영화 (재선정) - 후보